# Libnetisia yunnanensis
Libnetisia yunnanensis is een keversoort uit de familie netschildkevers (Lycidae). De wetenschappelijke naam van de soort werd in 2004 gepubliceerd door Milada Bocáková.